# Село Степанчиково
Село Степанчиково (рус. Село Степанчиково и его обитатели) је рани роман Фјодора М. Достојевског. Први пут је издата 1859. године. 

## Опис
Прича је смештена у руралном селу Степанчиково и почиње када је пуковник Јегор Илич (Егор Ильич Ростанев) позвао свог синовца Сергеја (Сергеј Александрович) да помогне код куће око проблема који су га задесили. Главни проблем у кући пуковника је његов гост „славни“ и готово самопостављени господар куће Фома Фомич (Фома Фомич Опискин) који је проглашен од стране аутора као „јунак романа“. Он је карактер апсурда, задужен за комичне ситуације и преврће пуковникову кућу и животе људи села Степанчиково буквално наопачке.
Ујак Јегор тражи од Сергеја да се ожени сиромашном девојком Настенком. Испоставило се да је ујак Јегор и сам заљубљен у њу, али Фома жели да се уместо тога ожени богатом Татјаном Ивановом. Татјана има још неколико удварача, укључујући Мизинчикова, који се поверава Сергеју о својим плановима да побегне са њом.
Следећег јутра Татјана је побегла, не са Мизинчиковом, већ са Обноскином, који је деловао под утицајем његове мајке. После потере, Татјана се добровољно враћа. У Степанчикову Фома Фомич је бесан јер је ујак Јегор ухваћен на лицу места током задатка у башти са Настенком. Фома одлази, али пада у јарак. Становници га моле да се врати. Свеопште помирење следи након што Фома, манипулишући као и увек, благослови брак између стрица Јегора и Настенке.

## Личности
- Фома Фомицх Опискин: педесет година
- Сергеј Александрович - Серјожа: приповедач, нећак пуковника, двадесет две године
- Јегор Иљич Ростањев: пуковник, четрдесет година, у пензији
- Иљуша: Ростањев син, осам година
- Саша или Сашенка: ћерка Ростањева, петнаест година
- Настасја Јевграфовна - Настенка: дечја гувернанта
- Јевграф Ларионич Јежевикин: кмет, Настенкин отац
- Дама генерала Крахоткина: мајка Ростањева
- Госпођица Перепелитсина: поверљива особа генералове даме
- Прасковја Иљинична: Ростањева сестра
- Степан Алексеич Бахчејев: Ростањевљев пријатељ
- Иван Иванич Мизинчиков: Ростањевљев даљи рођак, двадесет осам година
- Павел Семјович Обноскин: гост Ростањева, двадесет и пет година
- Анфиса Петровна: Обноскинова мајка, педесет година
- Татјана Ивановна: стара девојка, тридесет пет година
- Коровкин: Ростањевљев пријатељ
- Гаврила Игњатич: собар
- Григориј Видопљасов: собар
- Фалалеи: кућни дечак, шеснаест година